# BASE jumping

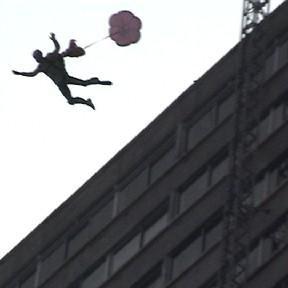
Building (budynek)

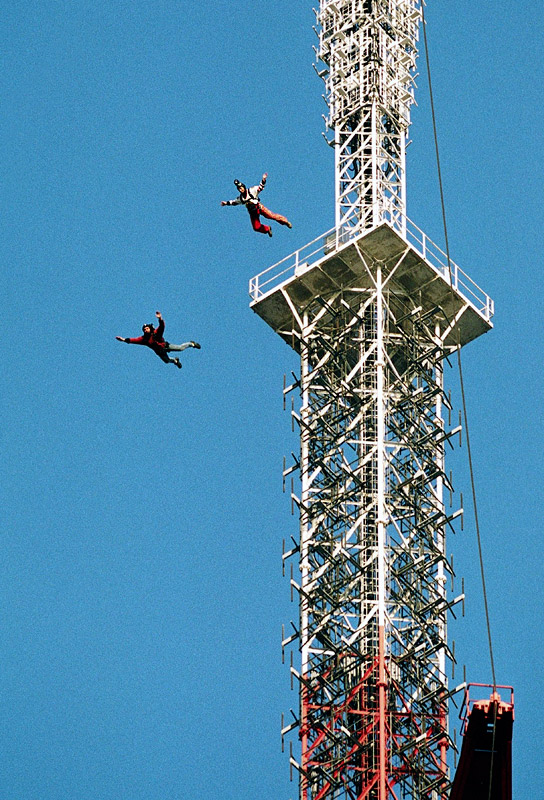
Antenna (antena)

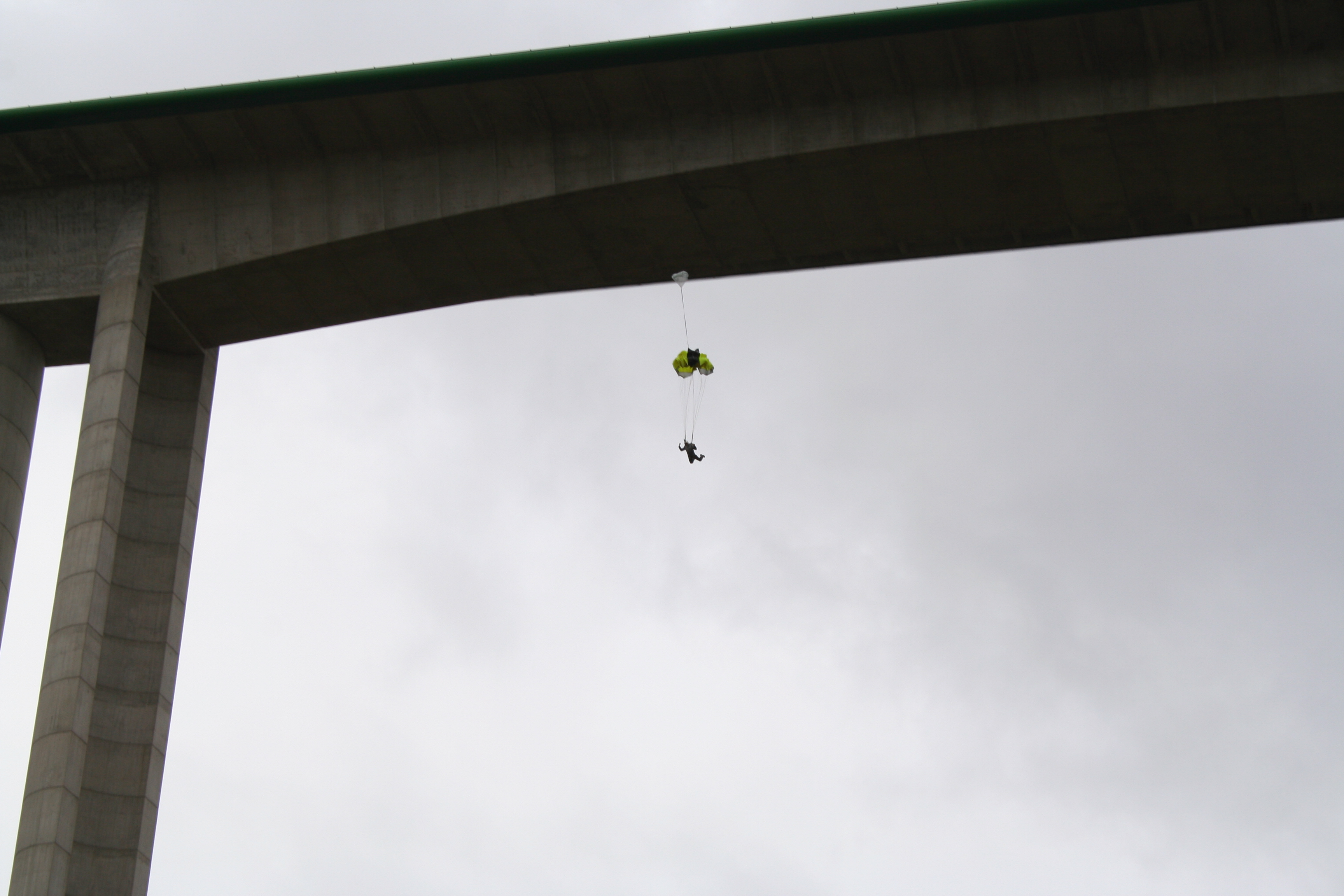
Span (skok z wiaduktu)

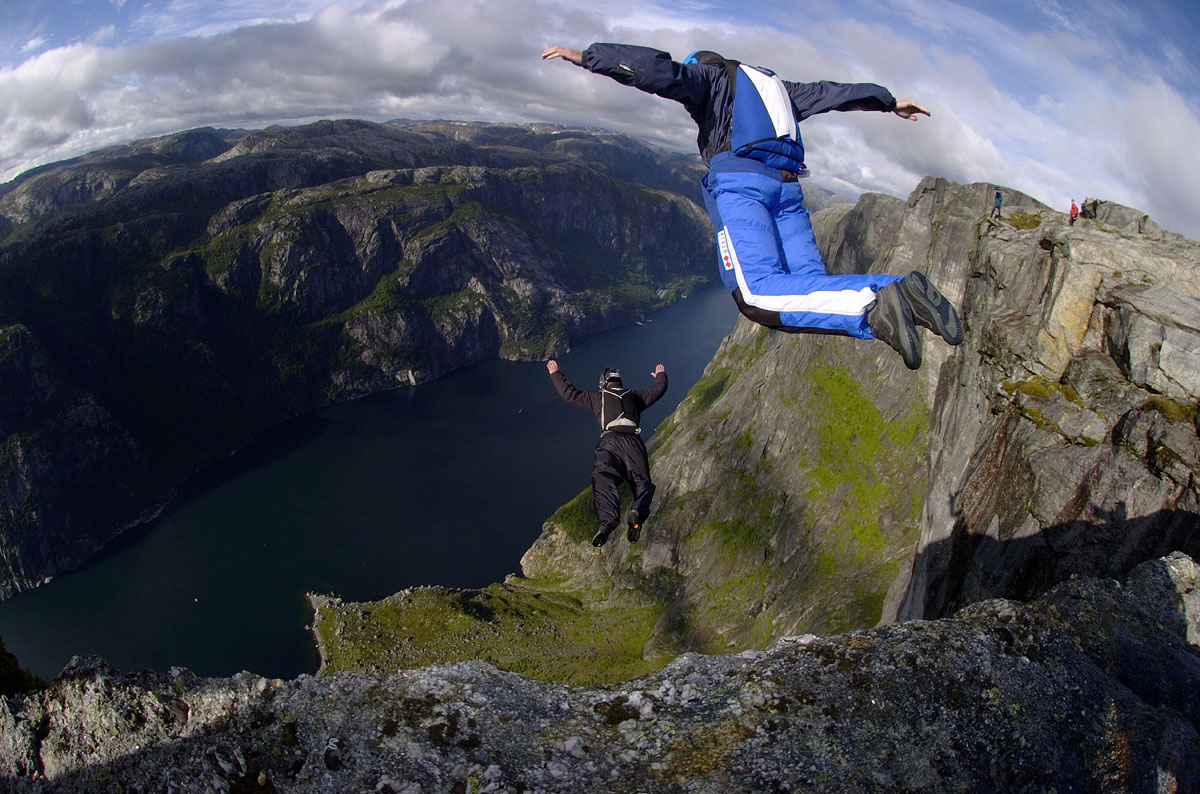
Earth (Ziemia – szczyt górski, ściana skalna)

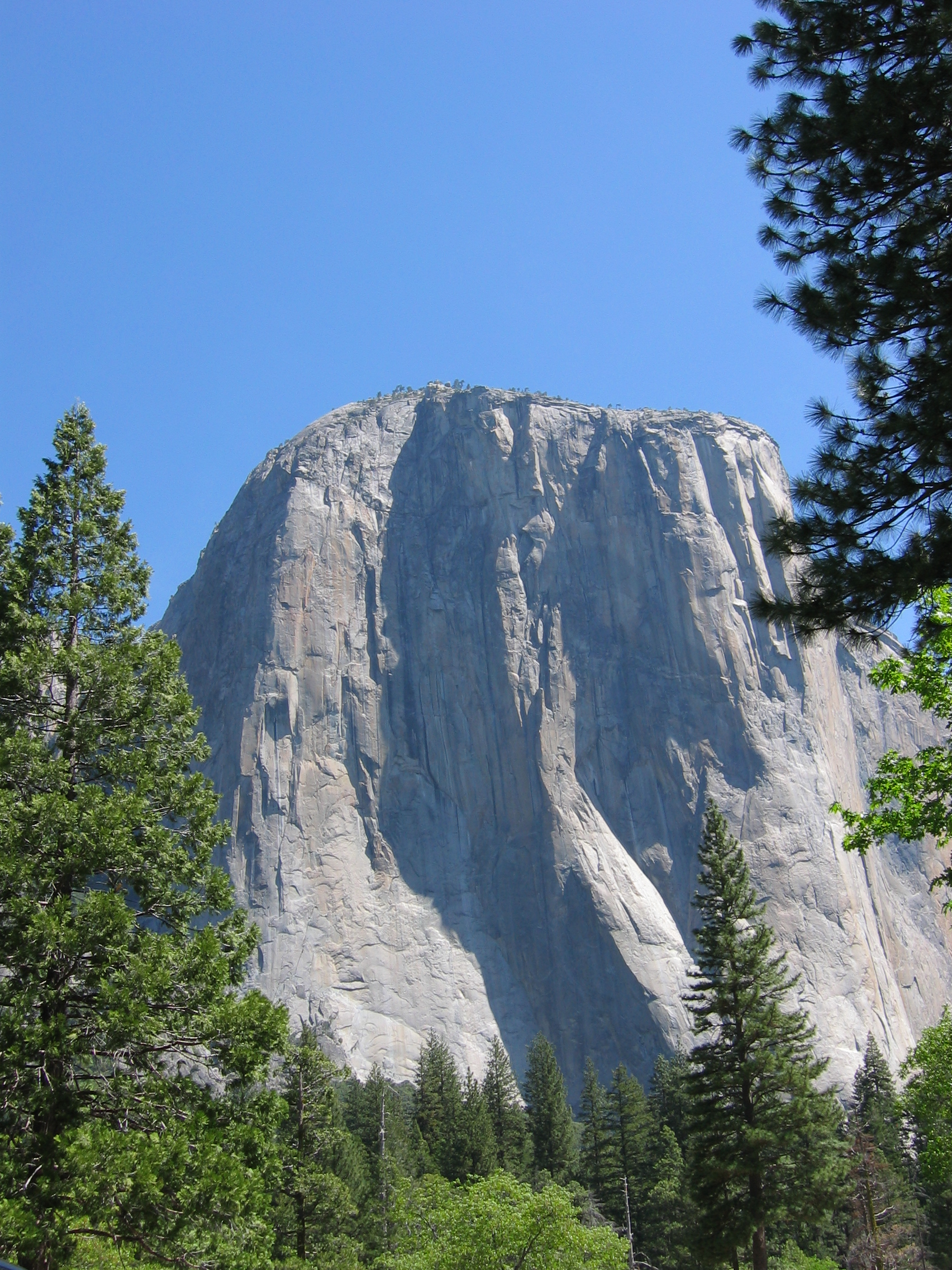
El Capitan w pasmie górskim Sierra Nevada – miejsce częstych skoków BASE

BASE jumping (od angielskich słów building (budynek), antenna (antena), span (przęsło) i Earth (Ziemia)) – ekstremalny sport polegający na wykonywaniu skoków spadochronowych z wieżowców, mostów, masztów, urwisk górskich i tym podobnych obiektów.

## Popularne miejsca skoków
- Kjerag, Norwegia
- Ściana Troli, Norwegia
- Engelberg, Szwajcaria
- Lauterbrunnental, Szwajcaria
- El Capitan, Stany Zjednoczone
- Glacier Point, Stany Zjednoczone
- Half Dome, Stany Zjednoczone
- New River Gorge Bridge, Stany Zjednoczone
- Perrine Bridge, Stany Zjednoczone
- Sasso Pordoi, Włochy
- Angel Falls, Wenezuela
- Jungfrau, Szwajcaria

## Czynniki ryzyka
Głównymi czynnikami ryzyka jest krótki czas, jaki skoczek ma na otwarcie spadochronu, oraz odległość dzieląca go podczas lotu od obiektu, z którego skacze. Nie bez znaczenia jest również to, że base jumper wyposażony jest na ogół tylko w jeden spadochron (posiadanie zapasowego jest często zbędne ze względu na krótki czas lotu). Kolejnym problemem jest samo lądowanie, które z reguły odbywa się na dość małej powierzchni.
Częstym czynnikiem powodującym śmierć spadochroniarzy jest nieprawidłowe ułożenie czaszy w plecaku i zgubna w skutkach pewność siebie. Ważnym czynnikiem jest też adrenalina, która powoduje pobudzenie organizmu i uśpienie czujności skoczka.
Głównie spotyka się wypadki, których przyczyną są niedoskonałości sprzętu bądź nagłe zmiany warunków pogodowych.
Jest to sport, w którym wiele zależy od przypadku, przez co liczba śmiertelnych wypadków osób rozpoczynających base jumping pokrywa się z liczbą doświadczonych skoczków.

## Wypadki śmiertelne
Poczynając od 11 kwietnia 1981 do 8 października 2010, zginęło co najmniej 158 skoczków uprawiających ten sport.
- 26 marca 2009 we włoskich Dolomitach podczas kręcenia spotu reklamowego zginął Shane McConkey, uważany za pioniera ekstremalnego narciarstwa[1] i znany z połączenia BASE jumpingu z narciarstwem.

- 13 listopada 2009 w szpitalu w Zurychu zmarł w wyniku odniesionych obrażeń Ueli Gegenschatz, szwajcarski BASE jumper, paralotniarz i skydiver; kilkukrotny rekordzista świata. Dwa dni wcześniej wykonał skok z 88-metrowego wieżowca Sunrise Tower w Zurychu. Podmuch wiatru spowodował, że stracił kontrolę nad skokiem, a następnie uderzył w ziemię[2][3].

- 20 sierpnia 2019 w Arabii Saudyjskiej podczas base jumpu zginął 38-letni naukowiec z Uniwersytetu Southampton, wykładowca astronautyki i badacz zaawansowanych napędów kosmicznych oraz projektant wingsuitów, dr Angelo Grubišić[4].